# The Reel Me
Albums de Jennifer Lopez
This Is Me... Then Rebirth
Singles
1. Baby I Love U!
Sortie : 23 mars 2004

The Reel Me est le deuxième album de remixes de la chanteuse Jennifer Lopez, sorti en 2003 chez Epic Records. Il s'est vendu à ce jour à plus de 500 000 exemplaires à travers le monde. Il contient un Dvd de l'intégralité de ses clips vidéos allant de If You Had My Love jusqu'à Baby I Love U !.

## CD
| #  | Titre                                                  | Auteurs | Durée |
| -- | ------------------------------------------------------ | --- | ----- |
| 1. | Baby I Love U !                                        | Auteur(s): J. Lopez, C. Rooney, D. Shea, J. Barry                                                                          | 3:45  |
| 2. | Jenny From The Block (Seismic Crew's Latin Disco Trip) | Auteur(s): J.Lopez, T. Oliver, Mr. Deyo, S. Barnes, J. C. OLivier, J. Fernando, A. Miro, L. Parker, S. Sterling, M. Oliver | 4:05  |
| 3. | All I Have feat. LL Cool J (Ignorants Mix)             | Auteur(s): J. Lopez, J. T. Smith, M. Riddick, C. Richardson, Ron G, D. McPherson, W. Jeffrey, L. Peters                    | 4:32  |
| 4. | I'm Glad (Paul Oakenfold Perfecto Remix)               | Auteur(s): J. Lopez, T. Oliver, C. Rooney, Mr. Deyo                                                                        | 3:49  |
| 5. | The One (Bastone And Burnz Club mix)                   | Auteur(s): J. Lopez, C. Rooney, D. Deluge, L. Creed, T. Bell                                                               | 4:06  |
| 6. | Baby I Love U ! (R. Kelly Remix)                       | Auteur(s): J. Lopez, C. Rooney, D. Shea, J. Barry, R. Kelly                                                                | 3:57  |

## DVD
1. If You Had My Love
2. No Me Ames ft. Marc Anthony
3. Waiting For Tonight (Hex Hector Remix)
4. Feelin' So Good ft. Big Pun and Fat Joe
5. Love Don't Cost A Thing
6. Play
7. I'm Real
8. I'm Real (Remix) ft. Ja Rule
9. Ain't It Funny
10. Alive
11. Ain't It Funny (Remix) ft. Ja Rule and Cadillac Tah
12. I'm Gonna Be Alright (Remix) ft. Nas
13. Jenny From The Block ft. Styles and Jadakiss
14. All I Have ft. LL Cool J
15. I'm Glad
16. Baby I Love U !